# مونتاگ (ماساچوست)
مونتاگ(به انگلیسی: Montague) شهرکی در شهرستان فرانکلین ایالت ماساچوست می‌باشد که در سال ۱۷۷۵ بنیان‌گذاری شده‌است. این شهرک در سرشماری سال ۲۰۱۰ میلادی، ۸٬۴۳۷ نفر جمعیت داشته‌است.

## نگارخانه

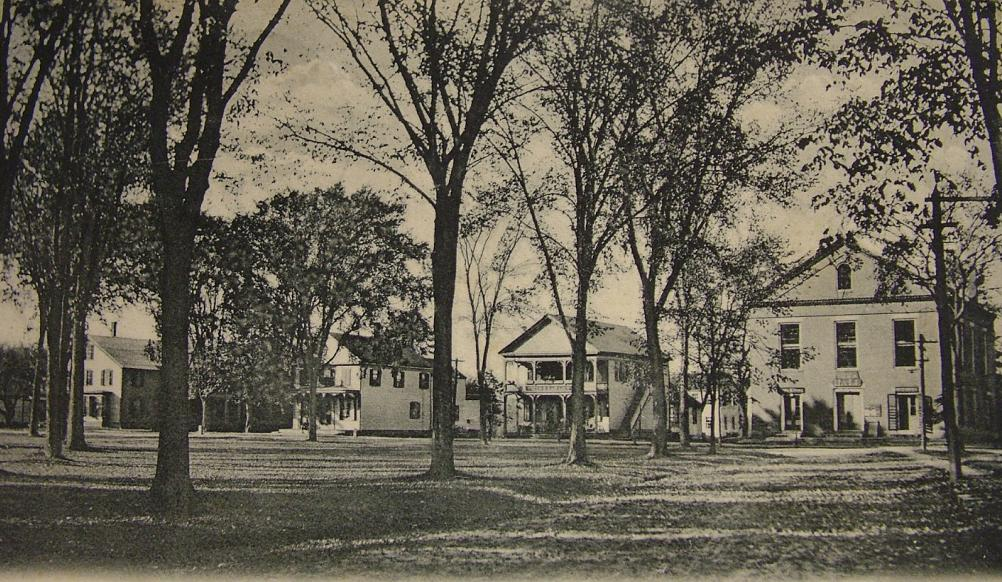
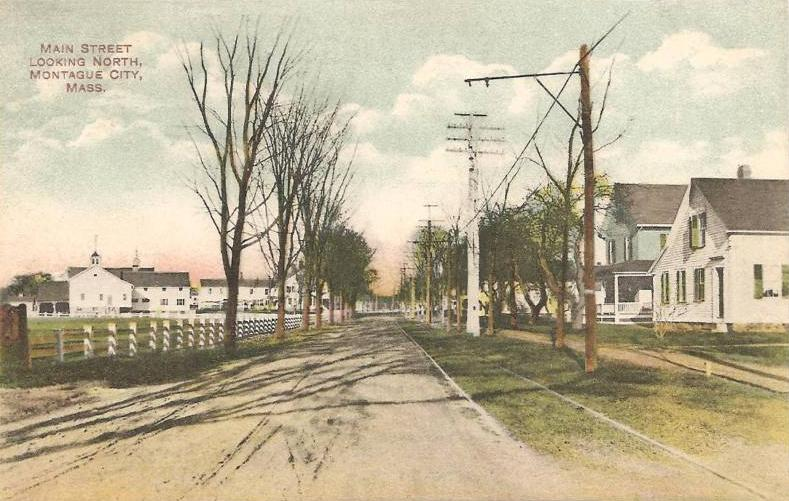
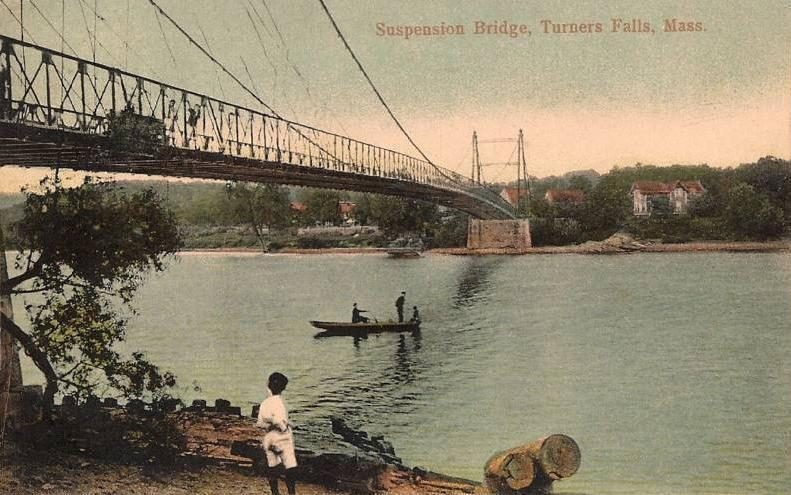